# NGC 4210
NGC 4210 (również PGC 39184 lub UGC 7264) – galaktyka spiralna z poprzeczką (SBb), znajdująca się w gwiazdozbiorze Smoka. Odkrył ją William Herschel 20 marca 1790 roku. Jest to galaktyka z aktywnym jądrem typu LINER.
W galaktyce tej zaobserwowano supernową SN 2002ho.